# Рот (Люцерн)
Рот (нем. Root LU) — коммуна в Швейцарии, в кантоне Люцерн. 
Входит в состав округа Люцерн. Население составляет 3828 человек (на 31 декабря 2006 года). Официальный код — 1065.

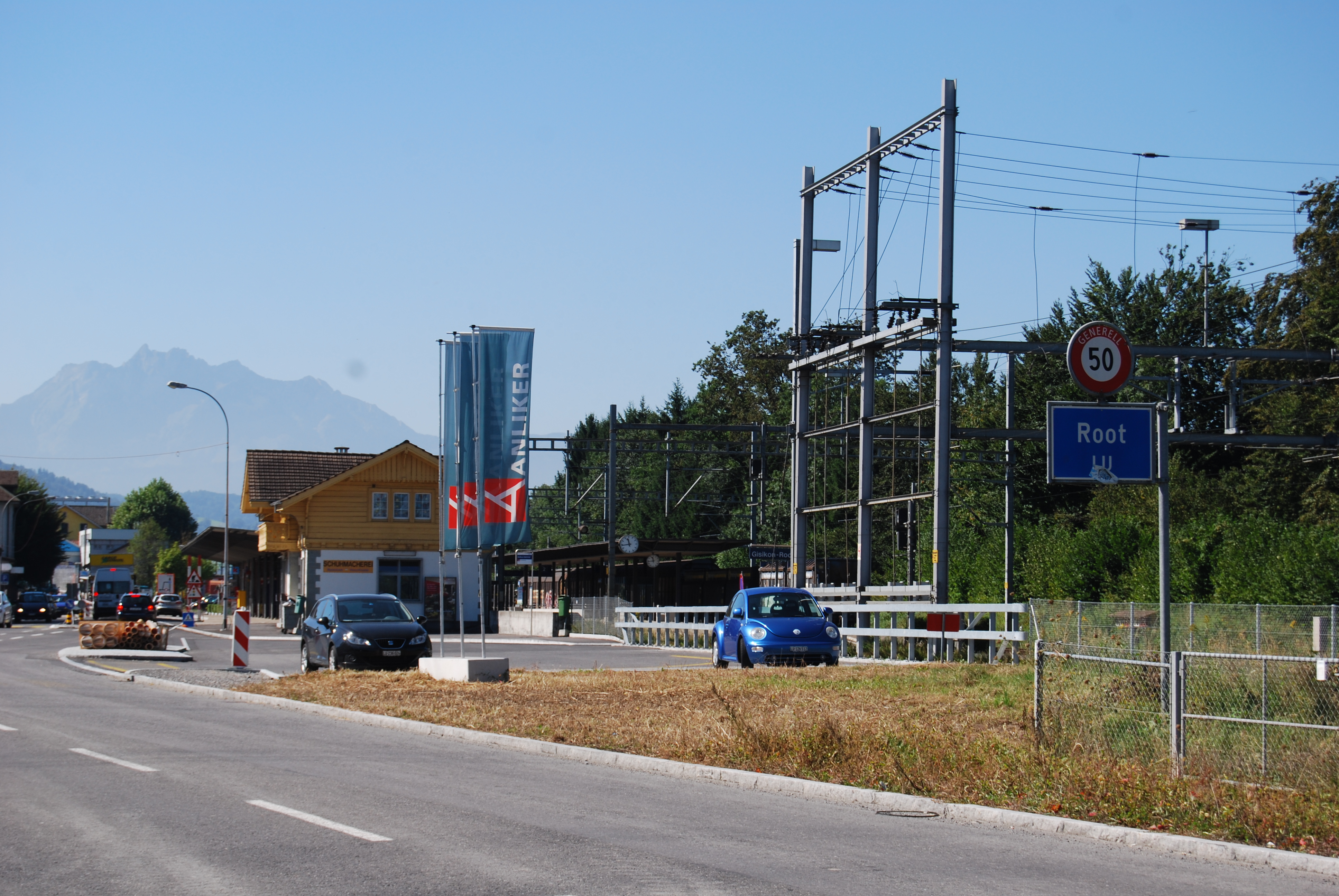
Рот (Люцерн)